# Jeneration
Albums de Jolin Tsai
Love Exercise
(2008) Butterfly
(2009)
Compilations par Jolin Tsai
Final Wonderland
(2007) Ultimate
(2012)
Jeneration est la sixième compilation de la chanteuse Jolin Tsai, sorti le 27 février 2009 sous le label Gold Typhoon.

## Liste des titres
| 1.  | Shua Da Pai (耍大牌, Hauteur)                                 | 3:39 |
| 2.  | Rang Rang (讓讓, Run Run)                                     | 2:47 |
| 3.  | Wan Mei (玩美, Pulchritude)                                   | 3:33 |
| 4.  | Wu Niang (舞孃, Dancing Diva)                                 | 3:04 |
| 5.  | Te Wu J (特務 J, Agent J)                                     | 3:35 |
| 6.  | Ma De Li Bu Si Yi (馬德里不思議, A Wonder in Madrid)          | 3:35 |
| 7.  | Mr. Q                                                         | 3:21 |
| 8.  | Guai Guai Pai (乖乖牌, Nice Guy)                              | 3:19 |
| 9.  | Let’s Move It                                                 | 3:14 |
| 10. | Qing Feng Di Shou (情逢敵手, Rival in Love)                   | 3:00 |
| 11. | Jinsanjiao (金三角, Golden Triangle)                          | 3:03 |
| 12. | Wei Wu Du Zun (唯舞獨尊, Dancing Forever)                     | 4:05 |
| 13. | Ai Wu She (愛無赦, Bravo Lover)                               | 3:53 |
| 14. | Mu Zi Bu Ye Gan Qu (墓仔埔也敢去, Dare to Go to the Cemetery) | 4:14 |
| 15. | Ri Bu Luo (日不落, Sun Will Never Set)                        | 3:48 |

| 1.  | Guan Xing Bei Pan (慣性背叛, Habitual Betrayal)                                  | 4:30 |
| 2.  | Ting Shuo Ai Qing Hui Lai Guo (聽說愛情回來過, Heard That Love's Ever Been Back) | 5:06 |
| 3.  | Jia Zhuang (假裝, Pretence)                                                      | 5:15 |
| 4.  | Li Ren Jie (離人節, Heart Breaking Day)                                          | 4:11 |
| 5.  | Fei Mai Pin (非賣品, Priceless)                                                  | 4:33 |
| 6.  | Leng Baoli (冷‧暴力, Tacit Violence)                                             | 3:01 |
| 7.  | Tao Hua Yuan (桃花源, Ideal State)                                               | 3:32 |
| 8.  | Jin Tian Ni Yao Jia Gei Wo (今天妳要嫁給我, Marry Me Today)                      | 4:30 |
| 9.  | Xin Xing Quan (心型圈, Love in the Shape of a Heart)                             | 4:10 |
| 10. | Yi Ge Ren (一個人, Alone)                                                        | 4:41 |
| 11. | Jie Pai Qi (節拍器, Metronome)                                                   | 4:38 |
| 12. | Pa Shen Me (怕什麼, Fear-Free)                                                   | 4:35 |
| 13. | Zui Zhong Hua (最終話, The Finale)                                               | 4:38 |
| 14. | Kai Chang Pai (好想你, The Prologue)                                             | 4:31 |
| 15. | Huai Nian (懷念, Missing)                                                        | 3:37 |